# Birmit

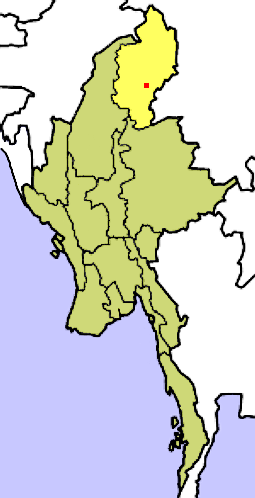
Etwa 150 km nordwestlich von Myitkyina (Hauptstadt der Provinz Kachin; roter Punkt) befindet sich das im Hukong-Tal gelegene Fundgebiet.

Birmit ist die Bezeichnung für ein fossiles Harz, das auf eozäner Lagerstätte gefunden wird, vermutlich aber umgelagert wurde und tatsächlich aus der oberen Kreidezeit (Alter: ca. 100 Mio. Jahre) stammt. Andere Bezeichnungen für diese Bernsteinart sind Burmit, Burma-Bernstein, Birma-Bernstein. In seiner Erstbeschreibung verwendet Otto Helm die Bezeichnung Birmit.

## Fundgebiet
Die verschiedenen Bezeichnungen für dieses fossile Harz gehen auf sein Fundgebiet in Myanmar (früher je nach Sprachraum als Burma oder Birma bezeichnet) zurück. Die Funde stammen aus der Gegend von Mogaung und dem Hukong-Tal in dem im Norden des Landes gelegenen Landesteil Kachin sowie aus den dieses Tal bildenden Höhenzügen. Im Jahre 2015 wurde eine weitere Fundstätte bei Hti-Lin in der deutlich südlicher gelegenen Magwe-Region entdeckt.
Der Bernstein wird überwiegend in oberflächennahen Formationen feinlaminierten blauen Sandsteins oder Schiefers gefunden, die sich mit Kalksteinlagen und Konglomeraten abwechseln. Gelegentliche in Sandstein und Schiefer eingebettete sehr dünne Kohlelagen enthalten ebenfalls kleine Mengen Bernstein.
Als erster Europäer berichtete der portugiesische Jesuit Alvarez Semedo im Jahre 1613 über das Fundgebiet im Hukong-Tal.

## Merkmale des Birmits
In der Beschreibung von Otto Helm heißt es u. a.:

„Birmit [unterscheidet] sich von Succinit, dem eigentlichen Ostseebernstein, und von Rumänit [...] durch den Mangel an Bernsteinsäure. Von den anderen [...] Harzen aus der Gruppe der Retinalithe unterscheidet sich Birmit durch seine feste derbe Beschaffenheit, [...] durch seine chemischen Bestandtheile, seine oft lebhaften Farbentöne und seine [bläuliche] Fluoreszenz [...]“

Daneben wurde an einigen, meist burgunderroten Stücken eine grüne Fluoreszenz beobachtet. Die von Helm untersuchten Stücke setzten sich aus Kohlenstoff (80 %), Wasserstoff (11,5 %), Sauerstoff (8,4 %) und Spuren von Schwefel zusammen.
Die Mohs’sche Härte von Birmit liegt mit 2,5 bis 3,0 etwas über der des Succinits. Die Angaben über den Gehalt an Bernsteinsäure gehen indes auseinander.
Die Farben des Birmits reichen von dunkelbraun über rot bis klar weingelb.

## Gewinnung und Verwendung des Birmits
Birmit wird seit mindestens zweitausend Jahren systematisch gefördert und gehandelt. Zu Beginn des 20. Jahrhunderts waren noch einige hundert kleine Minen in Betrieb, aus denen aber nur verhältnismäßig geringe Mengen gewonnen werden konnten. In der Zeit von 1897 bis 1930 betrug die gesamte Ausbeute lediglich rund 40 Tonnen. Anderen Quellen zufolge sollen in den Jahren 1898 bis 1940 insgesamt 83 Tonnen Bernstein gefördert worden sein. Im Jahre 1924 soll die Förderung mit rund 4,5 Tonnen ihren höchsten Stand erreicht haben. Trotz dieser im Vergleich zum Baltischen Bernstein (rund 500 Tonnen jährlich) recht bescheidenen Fördermenge sind offenbar sehr große Stücke durchaus nicht selten gewesen. In einem Bericht des Paläontologen Fritz Noetling aus dem Jahre 1891 ist von mehr als kopfgroßen Stücken die Rede. Im Natural History Museum (London) befindet sich ein tiefrotes, transparentes, 15 kg schweres Stück. Nach der Machtergreifung durch das Militär im Jahre 1962 kam die Bernsteinförderung praktisch zum Erliegen, ehe sie um die Jahrtausendwende wieder aufgenommen wurde. Der Abbau erfolgt durch eine kanadische Gesellschaft auf der Anhöhe Noije Bum in den das Hukongtal westlich begrenzenden Höhenzügen, wo das fossile Harz in nur geringer Tiefe liegt und im Tagebau gefördert wird. Die Produktion betrug in den ersten Jahren (Stand 2005) abhängig von der Nachfrage zwischen 10 kg und 500 kg jährlich.
Das leicht zu bearbeitende fossile Harz wurde bereits während der Han-Dynastie, also vor etwa zweitausend Jahren, von chinesischen Kunsthandwerkern verwendet. Es wird angenommen, dass es sich bei dem Rohmaterial überwiegend um Funde aus dem heutigen Myanmar gehandelt hat. Es ist aber auch möglich, dass in der direkt östlich an das eigentliche Fundgebiete angrenzenden chinesischen Provinz Yunnan, durch die der Handelsweg des Birmits führte, kleinere Lagerstätten existierten. Obgleich schon sehr früh Baltischer Bernstein nach China kam (einer der ältesten Nachweise ist ein Grabfund aus dem frühen 11. Jahrhundert), durch den Birmit allmählich verdrängt wurde, sind Exporte des Birmits nach China noch bis zur Mitte des 20. Jahrhunderts belegt. In den chinesischen Werkstätten sind wunderbare Buddha-Figuren und Tiergestalten sowie Halsketten für Mandarine aus Birmit-Bernstein gefertigt worden.
Im 19. Jahrhundert befand sich in Mandalay, bis 1885 Hauptstadt des Königreiches Birma, eine blühende Bernsteinindustrie. Hauptsächlich wurden Perlen, Ohrpflöckchen und Zigarrenspitzen produziert.
Die vermutlich weltweit größte und bedeutendste Sammlung von Birmit-Artefakten befindet sich im American Museum of Natural History, New York. Die Sammlung umfasst überdies mehr als 3.000 Arthropoden. Ein großer Teil der Museumssammlung geht auf die Privatsammlung von Isaac Drummond zurück, die das Museum im Jahre 1933 aus dessen Nachlass übernahm. Die mit etwa 1.200 Arthropoden zweitgrößte wissenschaftliche Inklusensammlung dieses Bernsteins befindet sich im Natural History Museum in London.

## Inklusen

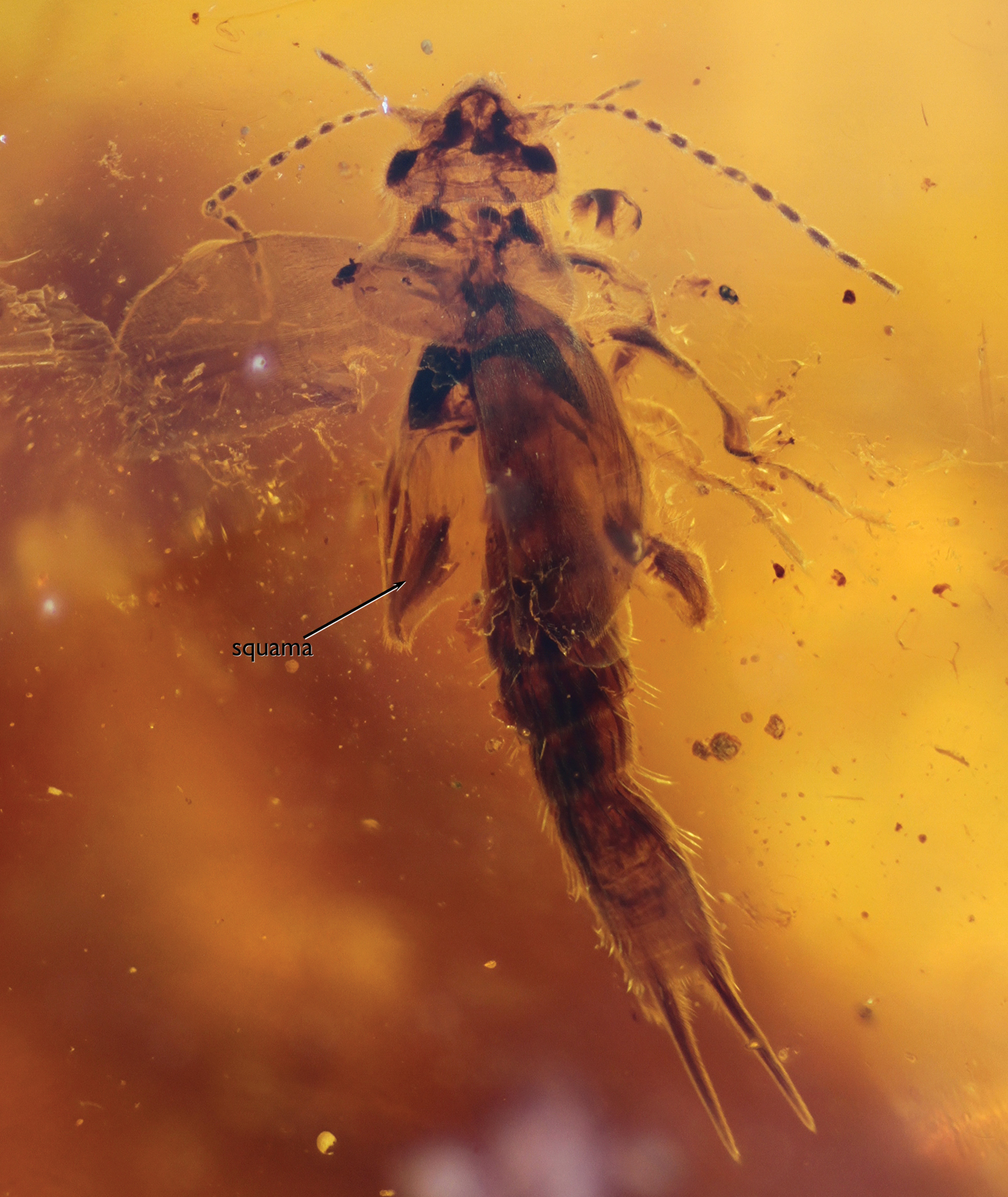
♀ Ohrwurm Astreptolabis ethirosomatia (Dermaptera) in Birmit. Holotypus.

Die einzige in der Zeit des britischen Protektorats in Birma angelegte Sammlung organischer Einschlüsse wurde in den 1920er-Jahren vom Naturhistorischen Museum London erworben. In jüngerer Zeit wurden vom Naturhistorischen Museum New York sowie von einigen Privatleuten bedeutende Sammlungen angelegt. Das Alter der Lagerstätte wurde anhand der Fossilien dieses Bernsteins erst kürzlich als oberkreidezeitlich ermittelt, nachdem lange Zeit aufgrund der Begleitfauna der Formation, aus der das fossile Harz geborgen wird, eozänes Alter angenommen wurde. Inzwischen sind mehr als 150 Insektenfamilien in Burmesischem Bernstein nachgewiesen, darunter die älteste bekannte Bienenart. Weitere organische Inklusen in Burmesischem Bernstein sind Vogelfedern, Eidechsenreste, Würmer, Schlangen, Stummelfüßer, Skorpione, Spinnen, Pseudoskorpione, Milben, Zecken, Hundertfüßer und Tausendfüßer. Einen ungewöhnlich tiefen Einblick in die kreidezeitliche, tropische Eidechsenfauna vermitteln zwölf umfassend untersuchte Stücke mit gut erhaltenen Eidechsenresten. Von Interesse sind ferner konusförmige Vertiefungen in dem fossilen Harz, die als Grabgänge von Muscheln gedeutet werden, die diese im fossilen Harz angelegt haben, nachdem es bereits im Wasser lagerte und ausgehärtet war. Im Körperinneren einer Sandmücke und einer Stechmücke wurde Blut gefunden und in diesem Blut eine Mikrobe der Gattung Leishmania, die als Krankheitserreger bekannt ist.

## Botanische Herkunft
Kernspinresonanzspektroskopische (NMR) Untersuchungen an Bernsteinproben und Analysen von in Birmit eingeschlossenen Holzfasern deuten auf eine Herkunft des Harzes von einem wahrscheinlich ausgestorbenen Vertreter der Araukarien (Araucariaceae). Möglicherweise sind auch Bäume aus der Familie der Flügelfruchtgewächse (Dipterocarpaceae) an der Harzproduktion beteiligt gewesen.

## Sonstiges
Das chinesische Wort für Bernstein ist hu-p’o, was so viel bedeutet wie Tigerseele. Diese Bezeichnung geht auf einen alten Volksglauben zurück, wonach die Seele eines toten Tigers in den Erdboden eindringt und sich dort zu Bernstein verwandelt. Gleichwohl ist den Chinesen mindestens seit dem fünften Jahrhundert u. Z. die wahre Natur des Bernsteins bekannt. Der chinesische Gelehrte und Alchimist Tao Hongjing schrieb im fünften Jahrhundert u. Z. (Übersetzung aus dem Englischen d. V.):

„Es geht die Rede, das Harz der Kiefer dringe in das Erdreich ein und verforme sich dort in Jahrtausenden zu Bernstein. Zündet man Bernstein an, so entsteht ein Duft, der dem des Kiefernharzes gleicht. In manchen Stücken dieses Bernsteins ist in der Mitte eine einzelne Biene zu sehen, die sich weder in Farbe noch durch ihre Form von einer lebenden Biene unterscheidet. Sie wird wohl von dem noch flüssigen Harz bedeckt und so eingeschlossen worden sein.“

Derselbe Autor warnte seine Landsleute vor gefälschtem Bernstein und verwies zur Unterscheidung von Nachbildungen auf die elektrostatische Eigenschaft des echten Bernsteins, Stroh anziehen zu können.
Ab etwa 1910 häuften sich Fälschungen aus dem neu entwickelten Kunststoff Bakelit. Da Bakelit die gleichen elektrostatischen Eigenschaften hat wie Bernstein und überdies auch noch farblich dem überwiegend roten Birmit sehr ähnelt, sind Nachbildungen aus diesem Material schwer zu identifizieren.